# Halowe Mistrzostwa Europy w Lekkoatletyce 1982 – chód na 5000 m mężczyzn
Chód na 5000 metrów mężczyzn – jedna z konkurencji rozgrywanych podczas halowych lekkoatletycznych mistrzostw Europy w Palasport di San Siro w Mediolanie. Odbyła się jako konkurencja pokazowa. Rozegrano od razu finał 7 marca 1982. Zwyciężył reprezentant Włoch Maurizio Damilano. Nie startował zwycięzca tej konkurencji na poprzednich mistrzostwach Hartwig Gauder z Niemieckiej Republiki Demokratycznej.

## Rezultaty

### Finał
Rozegrano od razu finał, w którym wzięło udział 6 chodziarzy.
Opracowano na podstawie materiału źródłowego.
| Miejsce | Zawodnik              | Czas     |
| ------- | --------------------- | -------- |
| 1       | Maurizio Damilano     | 19:40:78 |
| 2       | Carlo Mattioli        | 20:06,91 |
| 3       | Martin Toporek        | 20:19,47 |
| 4       | Alessandro Pezzatini  | 20:27,68 |
| 5       | Steve Barry           | 20:37,47 |
| 6       | Christos Karageorgios | 21:00,69 |